# Эренгросс, Бэлла Ароновна
Бэ́лла Аро́новна Эренгро́сс (2 ноября 1921, Смоленск — 25 октября 2022, Москва) — советский и российский учёный, преподаватель философии, эстетики, культурологии, кандидат философских наук, профессор, действительный член Академии профессионального образования, член Союза художников. Автор более 100 научных работ, в том числе 6 учебников.

## Биография
В 1944 году окончила с отличием исторический факультет МГПИ им. В. П. Потемкина, там же в 1948 году — аспирантуру по кафедре философии, а в 1949 году защитила кандидатскую диссертацию. Именно в это время в стране началась кампания «борьбы с космополитизмом». Возникла проблема трудоустройства. По рекомендации коллег была приглашена преподавателем в Университет марксизма-ленинизма при Люберецком авиагарнизоне (1949—1956 гг.). В 1951 году на выпускном экзамене по философии представители политотдела округа, выразив недовольство ответами слушателей, настаивали на занижении оценок вопреки мнению преподавателя. Бэлла Ароновна отстояла свою оценку, хотя была предупреждена о возможных последствиях её несогласия. Ситуацию доложили не только в политотделе, но и командующему Московского военного округа Василию Сталину. Его реакция была неожиданной: он одобрил принципиальность преподавателя, ставшего на защиту своих слушателей, и объявил Б. А. Эренгросс благодарность («Молодая баба, да ещё с такой фамилией, своих людей не предала, заступилась за них? Пусть работает!» — вспоминал один из свидетелей разбирательства дела).
В эти и последующие годы Бэлла Ароновна вела занятия с соискателями по подготовке к сдаче кандидатского минимума по философии в разных научно-исследовательских институтах, читала лекции от общества «Знания», Всероссийского театрального общества (ВТО) и Союза художников в разных уголках страны.
В 1948 году райком партии направил Б. А. Эренгросс пропагандистом в Московский Союз художников. С 1956 по 1957 годы была заместителем председателя Союза, с 1957 по 1960 годы — Ответственным секретарем правления Московского областного Союза художников. Принимала активное участие в подготовке и проведении Первого Всесоюзного съезда художников (1957 г.). Проведение съезда включало встречи художников с различными категориями зрителей. Для Бэллы Ароновны это была система профтехобразования, с которой она оказалась связана долгие годы. В 1959 году был создан Университет культуры молодого мастера, постоянным лектором которого, а позднее и ректором была до 2010 года.
Вместе с В. И. Толстых создала программу курса «Эстетическое воспитание», позднее принятую за основу при введении этого курса в Болгарии и Чехословакии. Стала одним из авторов учебника «Эстетическое воспитание», удостоенного в 1986 году Государственной премии СССР.
Её жизнь также связана с Центральным домом работников искусств (ЦДРИ), где с 1950 года она читала лекции, в 1973 году была избрана членом Правления, а в 1987 году — членом Президиума правления и Ответственным секретарём.
С 1961 года Б. А. Эренгросс работала в Московском авиационном институте. Читала лекции по философии, эстетике и этике, вела занятия с аспирантами, а с 1980 года — с преподавателями по курсу повышения квалификации. Разработала несколько авторских курсов, в том числе курс «Социо-гуманитарные проблемы современности». С 1993 по 1996 год возглавляла кафедру культурологии, разрабатывала курс культурологии. С 1996 года профессор кафедры культурологии.

## Цитата

Б. А. Эренгросс выступает на своём юбилее в ЦДРИ. Москва, 9 ноября 2006 г.

«Любой из людей, отдавших жизнь искусству, мог бы вместе с талантливым, рано умершим пейзажистом Ф. А. Васильевым сказать: „Каждую картину я пишу не красками, а потом и кровью“. А знаешь ли ты, что И. Н. Крамской и И. К. Айвазовский умерли с кистью в руках, а В. И. Суриков мечтал о такой смерти? Да что там! Каждый настоящий художник живёт своим творчеством, отдает своему произведению все мысли, все сердце, все своё время.» (из книги Б. А. Эренгросс «По законам красоты»)

## Награды
- Почётный работник профессионального образования РСФСР (1966)
- Почётный работник профтехобразования СССР (1971)
- Почётный знак «За заслуги в развитии системы профтехобразования» (1986)
- Государственная премия СССР за учебник «Эстетическое воспитание» для учащихся профтехучилищ (1986)
- Медаль «В память 850-летия Москвы» (1997)
- Почётный член Президиума правления ЦДРИ (2000)
- Благодарность Министра культуры и массовых коммуникаций Российской Федерации (21 декабря 2004 года) — за сохранение и приумножение лучших традиций отечественной культуры и в связи с 75-летием Центрального Дома работников искусств[5]
- Медаль «За особые заслуги» МАИ (2006)
- Первая премия на Третьем смотре-конкурсе учебных изданий и электронных учебников вузов САО г. Москвы («Мировая художественная культура» в двух томах (2009)
- Памятная медаль «За службу в РВСН» (2014)

## Основные труды
- Образ строителя коммунизма в советском изобразительном искусстве. М., Знание, 1961
- Современное советское изобразительное искусство. М., 1961
- Художник в театре. М., ВТО, 1962
- Советское изобразительное искусство сегодня. М., Знание, 1963
- В. И. Ленин и вопросы изобразительного искусства. М., Знание, 1971
- В. И. Ленин и эстетическое воспитание народа. М., 1971
- Эстетическое воспитание учащихся профтехучилищ в условиях научно-технической революции. Высшая школа, 1977.
- Основы эстетики и искусствознания. Глава «Изобразительное искусство». Учебное пособие для преподавателей. Просвещение, 1979.
- Эстетическое воспитание. Учебник для учащихся профтехучилищ. (Совместно с В. И. Толстых, К. А. Макаровым). Высшая школа, 1972, 1978, 1984. Переведён на языки народов союзных республик.
- Формирование эстетического отношения к действительности средствами искусства. Статья в сборнике. Мнецниереба. Тбилиси, 1980.
- Искусство и эстетическое воспитание в системе профессионально-технического образования. Статья в сборнике. М., Наука, 1981.
- Основы эстетики и искусствознания. Учебное пособие для преподавателей. София. Народна просвеча. 1982. (на болгарском языке)
- Формирование культуры молодого рабочего. М., Высшая школа, 1984.
- Мировая художественная культура. Учебное пособие для вузов. Высшая школа, 2000. (автор основных глав, титульный редактор)
- Мировая художественная культура, в двух томах. Учебное пособие для вузов. М., Высшая школа, 2005, 2009.
- Культурология. Учебник для вузов. М., Оникс, 2007. (автор основных глав, титульный редактор)

## Книги для детей
- По законам красоты. М., Детская литература, 1961.
- Искусство вокруг нас. М., Детская литература, 1967.
- Удивительная наука эстетика. М., 1974, 1977 (переведена на украинский язык)